# Milena Djukić
Milena Đukić-Lučić (* 1. Juli 1960 in Gračanica, SFR Jugoslawien als Milena Djukić) ist eine ehemalige jugoslawische Basketballspielerin.   

## Leben
Đukić-Lučić hat einen Sohn und lebt seit 1991 mit der Familie in Stuttgart.  

## Karriere
Đukić-Lučić begann als Basketballspielerin in Jedinstvo Aida, Tuzla, in 1977 und spielte den größten Teil ihrer Vereinskarriere für KK Jedinstvo. Mit dem Verein gewann sie in der Saison 1987/1988 den jugoslawischen Meistertitel und 1987 den Pokalwettbewerb Jugoslawiens. 1991 beendete sie ihre Basketballkarriere. Sie studierte bis 1989 Medizin und ist als Fachärztin für Arbeitsmedizin und Sportmedizin in Stuttgart tätig. Am 4. Mai 2015 folgte die Verteidigung ihrer Doktorarbeit an der Medizinischen Fakultät der Eberhard Karls Universität Tübingen bei Monika A. Rieger und Andreas M. Nieß. Der Titel ihrer Doktorarbeit lautete „Bewegung auf Rezept? Stellenwert körperlicher Aktivität in der Prävention von muskuloskelettalen und psychischen Gesundheitsstörungen im beruflichen Umfeld – Eine systematische Literaturarbeit“.

## Publikationen
- Bewegung auf Rezept? Stellenwert körperlicher Aktivität in der Prävention von muskuloskelettalen und psychischen Gesundheitsstörungen im beruflichen Umfeld – Eine systematische Literaturarbeit, Universität Tübingen, 2015.